# Erinlé
Erinlé ou Ibualama - Em Ilexá, cidade do estado de Oxum na Nigéria, onde passa o rio Erinlé, há um orixá da caça com o mesmo nome. Segundo Verger, seu templo principal é em Ilobu, onde dois cultos teriam se misturado: o culto do rio e o do caçador de elefantes, que por diversas ocasiões, viera ajudar os habitantes de Ilobu a combater seus adversários. O culto a Erinlé realiza-se às margens de diversos lugares profundos (Ibu) do rio. 
Cada um desses lugares recebe um nome, mas é sempre Erinlé que é adorado sob todos esses nomes. Um desses lugares profundos de Erinlé é chamado de Ibualamô (Ibualama) nome pelo qual também é cultuado no candomblé da Bahia, durante sua dança traz nas mãos o símbolo de Oxóssi, o arco e a flecha de ferro, e uma espécie de chicote (bilala), com o qual ele fustiga a si mesmo.
Ele recebe oferendas de inhames, bananas, milho, feijão assado, tudo com azeite branco. No Brasil e em Cuba também é conhecido com o nome de Inlé.